# Перущица (община)
Състав на Общински съвет след местни избори 2023г.: МК : "БСП за България" -4; ПП "ГЕРБ"-4; К "ПП-ДБ" -2; К "Заедно за силна община" -2; ПП "ДПС"-1
Община Перущица се намира в Централна Южна България и е една от съставните общини на Област Пловдив.

## География

### Географско положение, граници, големина
Общината е разположена в югозападна част на Област Пловдив. С площта си от 48.719 km2 е най-малката сред 18-те общините на областта, което съставлява 0,81% от територията на областта.
За Община Перущица са характерни две интересни особености:
- тя е предпоследната по големина община в България, като зад нея е само Община Челопеч;
- тя е една от 9-те общини в България, в които има само по едно населено място.

Границите на общината са следните:
- на северозапад – община Стамболийски;
- на изток, юг и югозапад – община Родопи;
- на запад – община Кричим.

### Природни ресурси

#### Релеф
Релефът на общината е равнинен в северната част и средно планински в южната. Територията ѝ влиза в пределите на Горнотракийската низина и крайните северни части на Западните Родопи.
Северният район на общината попада в южната част на Горнотракийската низина, като тук на границата с община Стамболийски, в коритото на река Въча се намира най-ниската ѝ точка – 184 m н.в.
Районите южно от град Перущица се заемат от крайните северни части на Върховръшкия рид, който е северозападно продължение на високия западнородопски дял Чернатица. В него, в крайната южна точка на общината, на границата с община Родопи, западно от хижа „Бряновщица“ се издига връх Свети Георги 1191 m, най-високата точка на община Перущица.

#### Води
От югозапад на североизток, по границата с Община Кричим и община Стамболийски протича река Въча с част от долното си течение, като в нейните предели попада десният ѝ бряг. От Върховръшкия рид на север текат малки и къси реки и дерета (най-голяма Перущинска река), водите на които излизайки от планината се отклоняват в няколко напоителни канала.

## Население

### Етнически състав (2011)
Численост и дял на етническите групи според преброяването на населението през 2011 г.:
|                     | Численост | Дял (в %) |
| Общо                | 5058      | 100,00    |
| Българи             | 3358      | 66,39     |
| Турци               | 7         | 0,14      |
| Цигани              | 1 552     | 30,68     |
| Други               | 8         | 0,16      |
| Не се самоопределят | 22        | 0,43      |
| Неотговорили        | 111       | 2,19      |

### Населени места
Единственото населено място на нейната територия е град Перущица. Населението на града и общината според преброяване 2021 е 4298 жители.

## Административно-териториални промени
- Указ № 582/обн. 29.12.1959 г. – заличава с. Пастуша и го присъединява като квартал на с. Перущица;
- Указ № 829/обн. 29.08.1969 г. – признава с. Перущица за гр. Перущица;
- Указ № 111/обн. 30.03.1998 г. – отделя гр. Перущица и землището му от Община Родопи и образува нова Община Перущица с административен център гр. Перущица, включваща населеното място гр. Перущица.

## Транспорт
През общината преминава участък от 4,9 km от Републикански път III-8602 (от km 11,2 до km 16,1).

## Топографска карта
- Лист от карта K-35-62. Мащаб: 1 : 100 000.